# آنکومبورا
آنکومبورا (به لاتین: Ankumbura) یک منطقهٔ مسکونی در سری‌لانکا است که در استان مرکزی (سری‌لانکا) واقع شده‌است.